# Cantone di Poissy-Nord
Il Cantone di Poissy-Nord era una divisione amministrativa dell'Arrondissement di Saint-Germain-en-Laye.
È stato soppresso a seguito della riforma complessiva dei cantoni del 2014, che è entrata in vigore con le elezioni dipartimentali del 2015.
Comprendeva parte del comune di Poissy e i comuni di:
- Carrières-sous-Poissy
- Médan
- Villennes-sur-Seine